# Mitt hjärta är ditt
Mitt hjärta är ditt från 1989 är ett album av Rolf Wikström där han sjunger sånger med texter av Nils Ferlin. Albumet blev en försäljningsmässig framgång. Det nådde åttonde plats på den svenska albumlistan.
Albumet producerades av Tony Thorén, basist i Eldkvarn. Sångerskan Anna-Lotta Larsson medverkar på sången "Mitt hjärta är ditt". Skivan gästas också av Plura Jonsson och Peter LeMarc.

## Låtlista
Alla texter av Nils Ferlin, kompositörer inom parentes.
1. "En liten konstnär" (Lille Bror Söderlundh) - 3:42
2. "Mitt hjärta är ditt" (Torgny Björk) - 3:58
3. "Jag kunde ju vara" (Rolf Wikström) - 3:09
4. "Nattkvarter" (Rolf Wikström) - 3:47
5. "Stjärnorna kvittar det lika" (Tor Bergner) - 4:19
6. "En skål i bröder" (Rolf Wikström) - 4:08
7. "Ett brev" (Rolf Wikström) - 4:39
8. "Fåfänglighet" (Rolf Wikström) - 4:02
9. "Faktum är nog" (Rolf Wikström) - 4:59
10. "Tröstlösa dagar" (Rolf Wikström) - 3:49
11. "Ett ankhuvud" (Rolf Wikström) - 3:15
12. "Får jag lämna några blommor" (Lille Bror Söderlundh) - 6:06

## Medverkande
- Bernt Andersson – munspel
- Peter Dahl – tekniker
- Ulf Gruvberg – mungiga
- Torbjörn Hedberg – synth, assisterande tekniker
- Plura Jonsson – sång
- Anna-Lotta Larsson – sång, kör
- Peter LeMarc – kör
- Niklas Medin – orgel, piano
- Hannes Råstam – bas
- Curt-Åke Stefan – assisterande tekniker
- Åke Sundqvist – trummor, slagverk
- Tony Thorén – bas, producent, tekniker
- Rolf Wikström – sång, gitarr
- Jessica Wimert – kör

## Listplaceringar
| Lista (1989) | Topplacering |
| ------------ | ------------ |
| Sverige      | 8            |

### Fotnoter
1. ↑  Gradvall et al (2009) #449
2. 1 2  Placeringar på den svenska albumlistan
3. ↑  ”Mitt hjärta är ditt”. Discogs.com. http://www.discogs.com/Rolf-Wikstr%C3%B6m-Mitt-Hj%C3%A4rta-%C3%84r-Ditt/release/1040660. Läst 13 januari 2013.